# Конвенция о международных перевозках по железной дороге
Конвенция о международных перевозках по железной дороге — многостороннее международное соглашение по вопросам международной железнодорожной перевозки пассажиров и грузов . Условное обозначение Бернской конвенции о международных перевозках по железной дороге - КОТИФ происходит от фр.  Convention relative aux transports internationaux ferroviaires или сокращённо - COTIF .
Принятию Конвенции предшествовал довольно длительный период международных железнодорожных сообщений в соответствии с принятыми ранее соглашениями. При активном участии России в 1890 году европейские железные дороги приняли Бернскую «Конвенцию о железнодорожных перевозках грузов» (МГК). Эта конвенция последовательно пересматривалась в 1928 г., в 1938 г. и вместе с Бернской «Конвенцией о перевозках пассажиров» (МПК) вошла в состав единой «Конвенции о международных железнодорожных перевозках» (ЦИМ/КОТИФ – CIM/COTIF) в редакции 1980 года.
В КОТИФ установлены общие правила международных перевозок грузов и международных перевозок пассажиров железнодорожным транспортом.
Наряду с КОТИФ действовала другое международное соглашение СМГС, которое заключили в 1951 году социалистические страны, а также Иран.
В связи с распадом международной социалистической системы, остро встал вопрос о гармонизации международного транспортного права, о корректуре устаревших норм как КОТИФ, так и СМГС.
Занимающийся вопросами развития международного права в области железнодорожных перевозок Международный комитет железнодорожного права CIT (Comite Internationale des Transport par Chemins de Fer), разработал предложения о корректурах и дополнениях для внесения в текст Конвенции о международных перевозках по железной дороге (КОТИФ) в редакции от 9 мая 1980 года. Позднее в 1999 году была принята новая редакция Конвенции . 